# DEVIL SIDE
「DEVIL SIDE」（デヴィル・サイド）は、日本のロックユニット、VAMPSの5枚目のシングル。2010年5月12日発売。発売元は主宰レーベル、VAMPROSE。

## 解説
前作「SWEET DREAMS」から約8ヶ月ぶりとなるシングル。
本作の表題曲「DEVIL SIDE」は、人間の内に隠された一面を呼び起こすようなリリックが綴られた、エロティックでダンサブルなロックナンバーに仕上げられている。作詞・作曲を担当したHYDE曰く、前年に開催したライヴツアー「VAMPS LIVE 2009」「VAMPS LIVE 2009 U.S.A.」を受け、ライヴでの盛り上がりを意識し、この曲が制作されたという。HYDEは本作発売当時に、この曲の制作を振り返り「昨年行なったツアーは最高だった。VAMPSがやりたかったものができた。今年のライブではさらに昇華させていきたい。そんな勢いを表現する曲にしたかった」と述べている。また、K.A.Zはこの曲の印象について「（アルバム制作に取り掛かるにあたって）最初に聴かせてもらったのが「DEVIL SIDE」で。ゾクゾクするような怪しい雰囲気で、かなり気に入りました」と述べている。なお、この曲はリリースから約3年後の2013年に初出演となった日本テレビ系系情報番組『スッキリ!!』の他、テレビ朝日系音楽番組『ミュージックステーションスーパーライブ 2013』において披露されている。
カップリングには、VAMPSの2人が学生時代に愛聴していたアメリカのハードロックバンド、モトリー・クルーの楽曲「ライヴ・ワイヤー」のカバー音源が収録されている。
本作は、初回限定盤（CD＋DVD）と通常盤（CD）の2形態でリリースされている。初回盤には、表題曲のミュージック・ビデオとそのディレクターズカット版を収録したDVDが付属している。なお、通常盤には表紙デザインステッカーが封入されている。余談だが、本作は初動・累計ともに過去2作のフィジカルシングルの売上枚数を上回っている。なお、本作は2010年に発表されたオリコン年間インディーズシングルチャートにおいて、3年連続3度目の年間首位を獲得している。

## 収録曲
| #  | タイトル       | 作詞       | 作曲       | 編曲  | 時間 |
| -- | -------------- | ---------- | ---------- | ----- | ---- |
| 1. | 「DEVIL SIDE」 | HYDE       | HYDE       | VAMPS | 4:23 |
| 2. | 「LIVE WIRE」  | Nikki Sixx | Nikki Sixx | VAMPS | 3:16 |

## 初回生産盤付属DVD
1. DEVIL SIDE
ディレクター：多田卓也
2. DEVIL SIDE -DIRECTOR'S CUT-

## タイアップ
DEVIL SIDE
- mu-mo「新・オンガク生活【mu-mo】」CMソング
- テレビ朝日系番組『お願い!ランキング』2010年5月度エンディングテーマ
- 『CR真・北斗無双』提供曲

## 参加ミュージシャン
DEVIL SIDE
- HYDE：Vocal
- K.A.Z：Guitar, Programming
  - Ju-ken：Bass
  - Arimatsu：Drums
  - 斉藤仁：Sythesizer Programming

## 収録アルバム
- 『BEAST』 (#1)
- 『SEX BLOOD ROCK N' ROLL』 (#1,再録バージョン)